# ساندرا کالنیته
ساندرا کالنیته (انگلیسی: Sandra Kalniete؛ زادهٔ ۲۲ دسامبر ۱۹۵۲) سیاست‌مدار، نویسنده، دیپلمات و از رهبران جنبش استقلال لتونی است. او از سال ۲۰۰۲ تا ۲۰۰۴ به‌عنوان وزیر امور خارجه لتونی و در سال ۲۰۰۴ به عنوان کمیسیونر کشاورزی، توسعه روستایی و شیلات اتحادیه اروپا خدمت کرد. از سال ۲۰۰۹ تاکنون، او عضو پارلمان اروپا (MEP) از سوی حزب مردم اروپا بوده است.
او هم‌اکنون عضو کمیته روابط خارجی پارلمان اروپا (AFET) و عضو علی‌البَدل کمیته کشاورزی و توسعه روستایی (AGRI) است. علاوه بر این،او عضو هیئت روابط با کشورهای جنوب شرق آسیاواتحادیه کشورهای آسیای جنوب شرقی(آسه‌آن) و عضو علی‌البَدل هیئت همکاری پارلِمانی اتحادیه اروپا-اوکراین و نیز هیئت مجمع پارلمانی یورونست است.
پس از انتخاب مجددش در سال ۲۰۱۴، کالنیته نایب‌رئیس فراکسیون حزب مردم اروپا در پارلمان اروپا شد.
کالنیته همچنین رئیس گروه آشتی تاریخ‌های اروپایی است، یک گروه فراحزبی در پارلمان اروپا که در ترویج فرایند پراگ فعالیت دارد. این گروه شامل ۴۰ نمایندهٔ پارلمان اروپا از جناح‌های سیاسی گوناگون است، از جمله: فراکسیون حزب مردم اروپا، ائتلاف لیبرال‌ها و دموکرات‌ها برای اروپا، سبزها–اتحاد آزاد اروپا و ائتلاف مترقی سوسیالیست‌ها و دموکرات‌ها.
او پیش‌تر به عنوان سفیر در سازمان ملل متحد (۱۹۹۳–۹۷)، فرانسه (۱۹۹۷–۲۰۰۰) و یونسکو(۲۰۰۰–۰۲) خدمت کرده است. علاوه بر زبان مادری‌اش که لتونیایی است، او به زبان‌های انگلیسی، فرانسوی و روسی نیز مسلط است.

## زندگی‌نامه و تحصیلات
کالنیته در Togur شهرستان کولپاشفسکی، استان تومسک، سیبری، روسیه به دنیا آمد. خانواده‌ او توسط کاگ‌ب در زمان اشغال کشورهای حوزه دریای بالتیک توسط شوروی از لتونی به این منطقه تبعید شده بودند تا به عنوان کار اجباری استفاده شوند. مادرش، لیگیتا کالنیته (زادنام دریفلده، ۱۹۲۶–۲۰۰۶)، نخستین بار در تابستان سال ۱۹۴۰ همراه با والدینش تبعید شد و پس از بازگشت در سال ۱۹۴۸، مجدداً در سال ۱۹۴۹ تبعید گردید. پدرش، آیوارس کالنیتیس (زادهٔ ۱۹۳۱) نیز در سال ۱۹۴۹ همراه با مادرش تبعید شد. کالنیته تا پنج سالگی کشور زادگاهش را ندیده بود، تا آن‌که خانواده‌اش در سال ۱۹۵۷ اجازه بازگشت یافتند.
او بین سال‌های ۱۹۷۷ تا ۱۹۸۱ در آکادمی هنر لتونی تحصیل کرد و به‌ عنوان تاریخ‌نگار هنر مشغول به کار شد. وی در سال ۱۹۸۹ کتابی با عنوان هنر نساجی لتونی منتشر کرد.

## جوایز
ساندرا کالنیته برندهٔ جوایزی هَمچون نشان سه ستاره و لژیون دونور شده است.